# Pastada
Pastada – podcień kryty dachem na wewnętrznym otwartym (bez dachu) dziedzińcu domu greckiego.